# Bộ Xỉ (齒)
Bộ Xỉ, bộ thứ 211 có nghĩa là "răng" là bộ duy nhất có 15 nét trong số 214 bộ thủ Khang Hy.
Trong Từ điển Khang Hy có 21 chữ (trong số hơn 40.000) được tìm thấy chứa bộ này.

## Tự hình Bộ Xỉ (齒)

Giáp cốt văn
Kim văn
Đại triện
Tiểu triện

## Chữ thuộc Bộ Xỉ (齒)
| Số nét bổ sung | Chữ                              |
| -------------- | -------------------------------- |
| 0              | 齒/xỉ/                           |
| 1              | 齓/sấn/                          |
| 2              | 齔/sấn/                          |
| 3              | 齕/hột/                          |
| 4              | 齖/nha/ 齗/ngân/ 齘/giới/        |
| 5              | 齙 齚 齛 齜 齝 齞 齟 齠 齡 齢 齣 |
| 6              | 齤 齥 齦 齧 齨 齩                |
| 7              | 齪 齫 齬                         |
| 8              | 齭 齮 齯 齰 齱                   |
| 9              | 齲 齳 齴 齵 齶 齷                |
| 10             | 齸 齹 齺 齻                      |
| 13             | 齼 齽                            |
| 20             | 齾                               |